# Reinheitsgrad (Werkstoff)
Der Reinheitsgrad eines metallischen Werkstoffes ist die Angabe des Gehaltes an Einschlüssen im Werkstoff, die seine Gebrauchseigenschaften beeinflussen. Die insbesondere bei Stahl wichtige Angabe des Reinheitsgrades beschreibt den Gehalt an nichtmetallischen Einschlüssen im Werkstoff. Im Gegensatz zur Ermittlung des oberflächlichen Reinheitsgrades, bei dem die Reinheit der Oberfläche eines Bauteiles hinsichtlich anhaftender Partikel oder der vorhandenen Benetzung mit Fluiden beurteilt wird, handelt es sich hier um eine Bewertung von Einschlüssen im Inneren des Werkstoffs. Gelegentlich wird auch die Stoffreinheit einer Chemikalie in der Chemie als Reinheitsgrad bezeichnet.

## Bewertung des Reinheitsgrades
Der Reinheitsgrad eines Werkstoffes wird ermittelt, in dem ein bestimmter Anteil des Werkstoffes untersucht wird und die gefundene Anzahl der Einschlüsse ermittelt wird und in einer Kennzahl zur Verfügung gestellt wird. Dabei gibt es mehrere Methoden dies zu tun. Zum einen gibt es die Möglichkeit mit Ultraschall entsprechende Untersuchungen durchzuführen, zum anderen werden meist optische, gelegentlich auch elektronenoptische Methoden verwendet.

### Mikroskopischer Reinheitsgrad
Bei der Ermittlung des mikroskopischen Reinheitsgrades werden gemäß Vorgaben metallographische Schliffe erstellt und die Schlifffläche im Mikroskop nach nichtmetallischen Einschlüssen abgesucht. Gefundene Einschlüsse werden dann nach Aussehen, Farbigkeit, Länge und Breite charakterisiert in Klassen eingeordnet und gezählt. Je nach verwendetem Verfahren werden die gefundenen Anzahlen je Klasse dann rechnerisch weiterverarbeitet, sodass eine oder mehrere Kennziffern ermittelt werden, die den Reinheitsgrad des Werkstoffes charakterisieren. Eine kleine Kennzahl steht dabei für einen geringen Anteil an Einschlüssen und damit höherer Beanspruchbarkeit des daraus gefertigten Bauteils.
Es wird dabei zwischen Mittelwertsmethoden und Maximalwertsmethoden unterschieden:
- Bei den Mittelwertsmethoden werden große sowie kleine Einschlüsse gewertet. Ein bestimmter Reinheitsgradwert kann bei diesen Methoden entweder durch das Auffinden weniger großer Einschlüsse oder vieler kleiner Einschlüsse erreicht werden.
- Bei den Maximalwertmethoden werden nur jeweils die größten gefundenen Einschlüsse eines Schliffes zur Bestimmung des Reinheitsgradwertes herangezogen.

Um eine objektive Auswertung zu erhalten, wurden viele dieser Verfahren standardisiert. So fand und findet in Deutschland die DIN 50602 oder ihre Nachfolgenorm DIN EN 10247 rege Anwendung. Neuerdings existiert mit dem Stahl-Eisen-Prüfblatt 1571 eine zur abgekündigten DIN 50602 weitgehend wertkonforme Auswertemethode. International wird die Auswertung nach ASTM E45 oder ISO 4967 häufig angewendet. Jede dieser Normen beinhaltet noch mehrere Methoden zur Auswertung, die unterschiedlichen Ansprüchen an die Verwendbarkeit des Werkstoffs gerecht werden sollen.
| Norm                    | DIN 50602 | DIN EN 10247 | ASTM E45 | ISO 4967 | SEP 1571 |
| ----------------------- | --------- | ------------ | -------- | -------- | -------- |
| Anzahl der Einzelproben | 6         | 6            | 6        | -        | 6        |
| Fläche der Einzelproben | 100 mm²   | 100 mm²      | 160 mm²  | 200 mm²  | 100 mm²  |

Daneben gibt es noch Normen, die die rein statistische Auswertung gefundener Einschlüsse beschreibt, jedoch keine Angaben zur Einklassifizierung oder dem Aussehen der Einschlüsse macht. So spezifiziert die ASTM E2283 die statistische Auswertung gefundener Einschlüsse nach der Gumbel-Verteilung.

### Makroskopischer Reinheitsgrad
Während durch die mikroskopischen Verfahren besonders kleine Einschlüsse von einigen Mikrometern Länge bis in den Bereich von wenigen Millimetern erfasst werden, werden größere Einschlüsse durch makroskopische Verfahren ermittelt:
- Blaubruchversuch
- Ultraschallprüfung
- Stufendrehversuch